# آپاستروف (تاک شو)
آپاستروف تاک شوای با موضوع ادبیات بود که در ساعات پیک از تلویزیون فرانسه ۲ پخش می‌شد. این برنامه در شبهای جمعه و بین سالهای ۱۹۷۵ تا ۱۹۹۰ بر روی آنتن می‌رفت و با داشتن نزدیک به ۶ میلیون بینندهٔ ثابت یکی از پربیننده‌ترین برنامه‌های هنگامهٔ خود بود.